# Carl-Henric Grenholm
Carl-Henric Grenholm, född 22 december 1945 i Jörn, är en svensk teolog. Han var professor i etik vid Uppsala universitet 1992–2013 och är även präst i Svenska kyrkan. 

## Biografi
Grenholm prästvigdes för Luleå stift 1967. Han disputerade 1973 på en avhandling om socialetiken inom Kyrkornas Världsråd och blev samma år docent i etik med religionsfilosofi. Efter ett par års arbete med socialetiska frågor vid Svenska kyrkans centralråd blev han 1976 universitetslektor vid teologiska institutionen vid Uppsala universitet. Han blev professor i etik 1992 och har som ämnesföreträdare handlett 25 doktorander fram till disputation.
I sin forskning har Grenholm bearbetat socialetiska frågor, relationen mellan etik och ekonomi, skilda utformningar av kristen etik, samt etisk teori. Han har varit ledare för ett forskningsprojekt om att"Ideologiska konflikter i svensk arbetslivsdebatt", vilket finansierades av Riksbankens Jubileumsfond. Därefter var han ledare för ett forskningsprojekt om "Ethical Reflection in Economic Theory and Practice", vilket också finansierades av Riksbankens Jubileumsfond.  Grenholm har också varit ledare för ett forskningsprojekt om "Luthersk teologi och etik - i ett efterkristet samhälle".  Projektet har hittills resulterat i sex monografier på svenska och två samlingsvolymer på engelska. 
Grenholm har publicerat bland annat Arbetets mening (1988), Protestant Work Ethics (1993), Teologisk etik (1997), Bortom humanismen (2003) och Att förstå religion (2003). Till hans senare produktion hör Etisk teori. Kritik av moralen (Studentlitteratur 2014) samt Tro, moral och uddlös politik. Om luthersk etik (2014).
Han promoverades till hedersdoktor vid Åbo Akademi i maj 2016.

### Familj
Carl-Henric Grenholm har tidigare varit gift med prästen Margareta Hemström och de har tillsammans fyra barn. Han har därefter varit gift med professor Cristina Grenholm och har tillsammans med henne två barn, däribland pastorn och författaren Micael Grenholm. Han är (2015) gift med professor Elena Namli.